# Estivatie

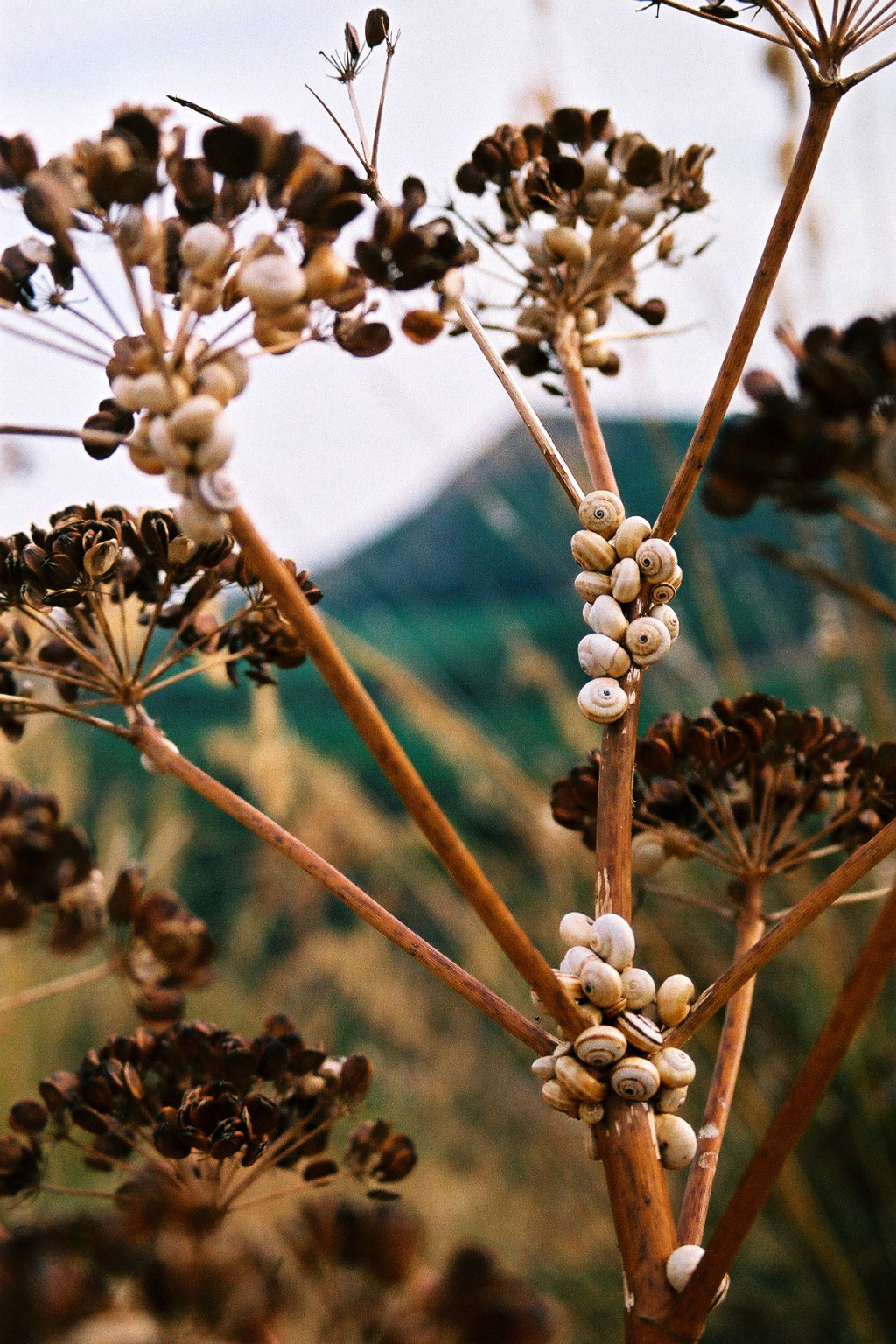
Slakken van het genus Cernuella houden hun zomerslaap op een plant in Sicilië

Estivatie (aestivatio, van Latijns werkwoord: aestivare: de zomer (=aestas) doorbrengen) is bij dieren een zomerslaap, de tegenhanger van de winterslaap. 
Bij planten gaat het om de knopligging, de wijze van onderlinge plaatsing van bladeren in een knop.

## Dieren

### Zoogdieren
Dat dieren in winterslaap gaan, is een aanpassing aan de lage temperaturen en het kleine aanbod van voedsel. Tijdens de winterslaap daalt de lichaamstemperatuur sterk. De meeste lichaamsfuncties zijn vertraagd en de hele stofwisseling van het dier staat op een laag pitje. Ook de hartslag is vertraagd. Er zijn dieren die ditzelfde doen in perioden van grote droogte en/of hitte. 
Er zijn enkele zoogdieren bekend die een langdurige slaap houden, namelijk de vetstaartkatmaki (Cheirogaleus medius) uit Madagaskar, gedurende zeven maanden per jaar. Vanwege de hoge temperaturen in deze periode van het jaar is dit geen winterslaap, maar eerder een zomerslaap. Een ander zoogdier dat een zomerslaap houdt is het vogelbekdier, ook dit dier ontloopt de warmte.
Ook grondeekhoorns doen aan estivatie. 

### Longvissen
De Afrikaanse longvissen graven zich in droge tijd in en omgeven zich met een cocon van opgedroogd huidslijm die tot in de mondopening doorloopt. Zo kunnen zij lucht blijven ademen. In de cocon dalen de stofwisseling en alle lichaamsfuncties van de longvis tot een minimum. De vissen vervallen in een lethargische droogteslaap. Hieruit ontwaken ze pas wanneer het woongebied van deze vissen weer onder water komt te staan. Zij teren in op hun lichaamsvetten en bij lang aanhoudende droogte zelfs op hun spierweefsel. In experimenten houden longvissen een droogteslaap meer dan vier jaar vol.

### Andere dieren
Naast de longvissen zijn er meerdere dieren die dit gedrag vertonen, vooral veel kikkers en padden graven zich in om droogte te overleven. Door in een soort van diepe slaap te gaan, beschermt het dier zich, bijvoorbeeld tegen uitdroging, oververhitting of voedseltekort.
Verder zijn er slangensoorten en andere woestijndieren die in periodes van extreme hitte in zomerslaap gaan in holen onder grond.

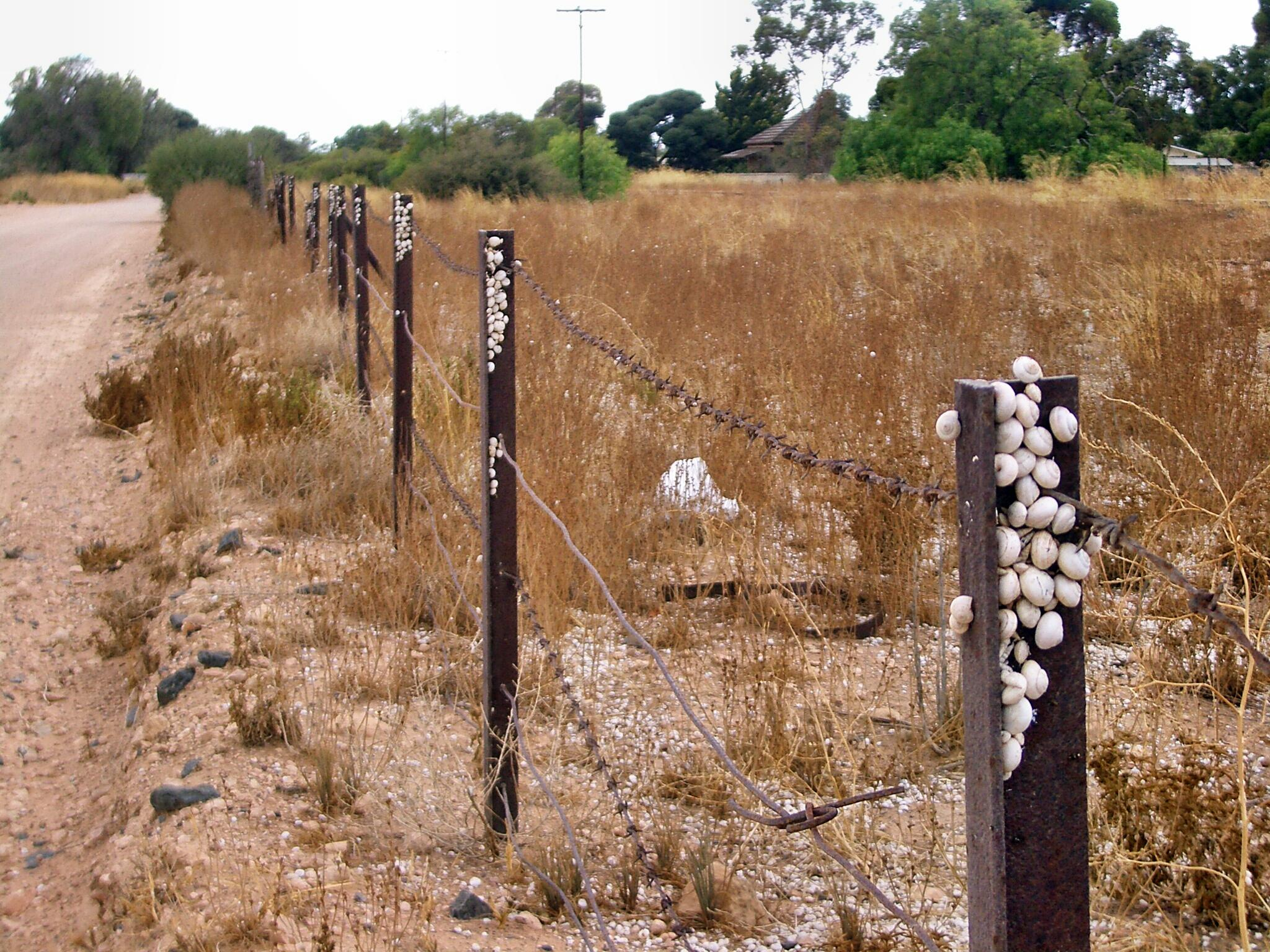
Een aantal landslakken van het geslacht Theba pisana houden hun zomerslaap op een rij afsluitingspalen in Kadina (Zuid-Australië)

Een aantal landslakken uit de geslachten Helix, Cernuella en Otala houden een zomerslaap in de warmste periode van de zomer. Ze klimmen dan op planten of palen om te ontsnappen aan de hitte die uit de grond komt. Ze sluiten de opening van hun slakkenhuisje af, waardoor ze vochtverlies vermijden. Ze scheiden ze mucus af, die indroogt en een epifragma vormt. Dit is een membraan, dat een klein gaatje bevat waardoor de slak kan ademen. Bij bepaalde soorten, zoals de wijngaardslak (Helix pomatia), kan het versterkt worden met calciumcarbonaat, waardoor het lijkt op een operculum.
Ook veel landkrabben brengen de warmste dagen van de zomer door in inactieve toestand, diep in hun gegraven hol.

## Planten
Knopligging (aestivatio, estivatie) is bij planten de ligging van de bloemdekbladen of van de kelkbladen en de kroonbladen in een knop van een bloem. Hierbij valt de nadruk op de overlap van de randen van de verschillende segmenten (kelkbladen, kroonbladen, bloemdekbladen).
| - Fyllotaxis - spiraalsgewijs, verspreid (vlgns. rij van Fibonacci) - distich, tweerijig, 1⁄2 - tristich, drierijig, 1⁄3 - pentastich, vijfrijig, 2⁄5 - octostich, achtrijig, 3⁄8 - tegenoverstaand - decussaat, kruiswijs - alternerend, afwisselend - verticillaat, kransstandig |

| - Ptyxis - inclinaat, met de top ingebogen - circinaat, spiralig ingerold - plicaat, gevouwen als een harmonica - conduplicaat, langs de middennerf plat gevouwen - convoluut, contort, gedraaid dakpansgewijs - revoluut, bladranden teruggerold (naar beneden) - involuut, bladranden naar boven omgerold |

| - Knopligging - dimeer, bloemdelen tweetallig - trimeer, bloemdelen drietallig - tetrameer, bloemdelenviertallig - pentameer, bloemdelenvijftallig - imbricaat, dakpansgewijs, met dakpansgewijs overlappende segmenten - convoluut, contort, gedraaid dakpansgewijs - quincunciaal, in een 2⁄5 spiraal, aansluitend bij de verspreide bladstand (bladspiraal) aan de stengel - cochleair, cochleaat - valvaat, klepsgewijs, elkaar rakende segmenten - klepsgewijs ingevouwen, induplicatief, naar binnen gevouwen - klepsgewijs naar buiten gevouwen, reduplicatief - open, aperta, niet-rakende segmenten |

| - Vernatie (knopplooiing) - valvaat, klepsgewijs - imbricaat, dakpansgewijs - convoluut, contort, gedraaid dakpansgewijs - induplicaat, klepsgewijs ingevouwen - supervoluut, overlappende bladranden sterk naar boven gekruld - rijdend, equitant, elkaar omvattende, dubbelgevouwen |